# サルドゥリ3世
サルドゥリ3世（Sarduri III）は、ウラルトゥ王国末期の王（在位（推定）：紀元前639年 - 625年）。

## 来歴
ウラルトゥ王ルサ2世の息子。この時代のウラルトゥは衰退が甚だしいためか、史料がきわめて限られている。サルドゥリ3世個人について分かっているのは、彼の父王の名が「ルサ」であるということと、アッシリア帝国の王アッシュールバニパルと同時代の人物であるということのみである。在位期間のみならず、サルドゥリ3世がルサ2世の次の王であるというのも推定に過ぎないことに留意すべきである。サルドゥリ3世ではなく兄弟（?）のエリメナやその子孫が先に王位についたとする説もある。
ウラルトゥは新来者であるスキタイの脅威を受けていたためか、かつての宿敵アッシリアと協力関係にあったようである。ウラルトゥはこの時代アッシリアの属国になっていたとする説もある。それはアッシュールバニパルが残した以下の記述から推測されている。
……ウラルトゥの王イシュタルドゥリ（サルドゥリ）は、その祖先は我が祖先に対して「兄弟よ」と書き送っていた。いまやイシュタルドゥリは朕とわが神の力や行いを恐れ、常に息子が父親に対するように「我が主人よ」と書いている。彼は常に「王よ、我が主人よ」と書くようになり、朕を尊敬し、多くの貢物を納めた。

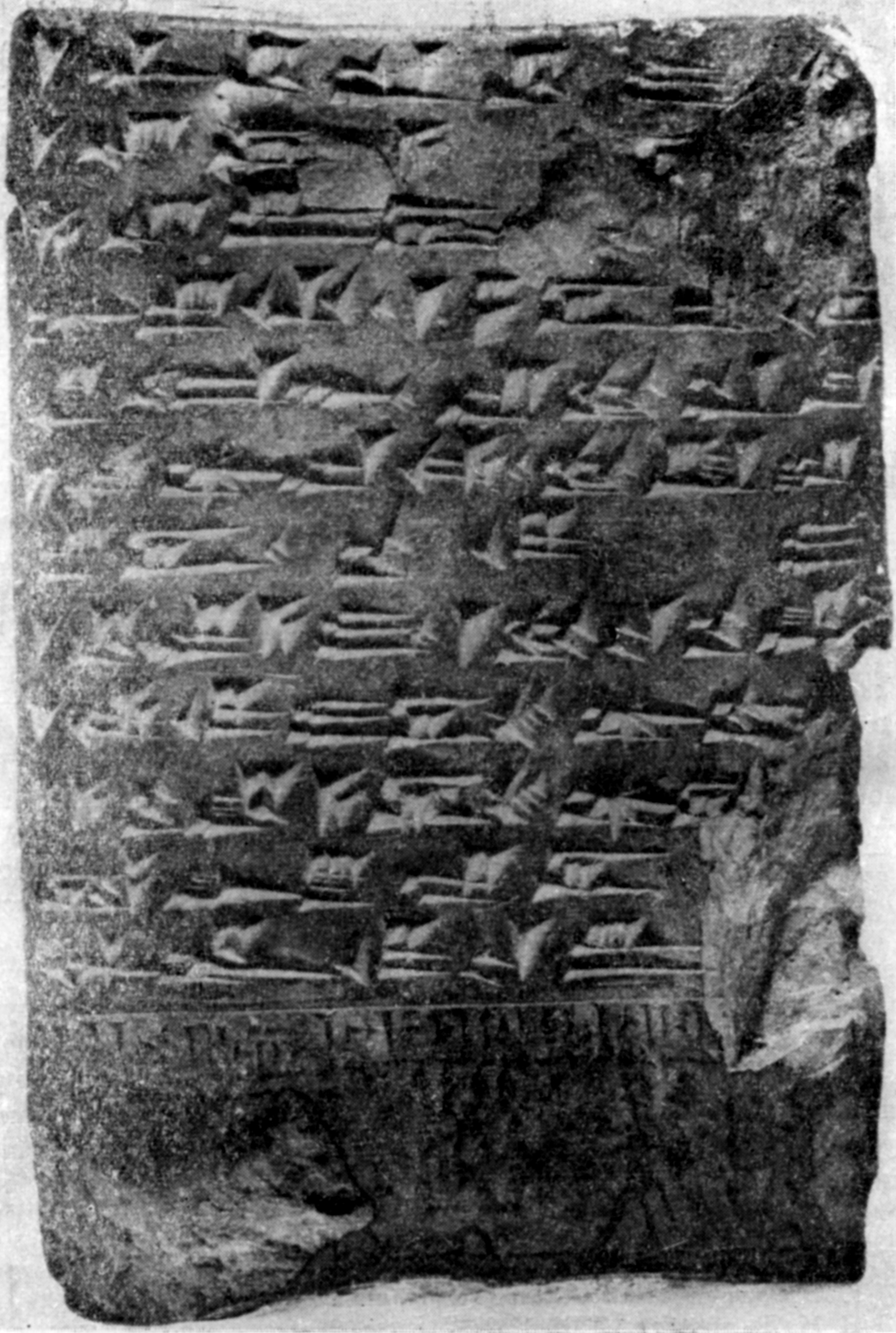
土地贈与に関する王の文書。下端に王の円筒印章が捺印してある（カルミル・ブルール出土）

この時代のウラルトゥ全般に関する史料は限られているが、サルドゥリはその都を従来のトゥシュパ（ヴァン）から北東のテイシュバニ（現在のアルメニア共和国カルミル・ブルール遺跡）に移したと思われる。サルドゥリ3世の時代に確実に属する史料は、カルミル・ブルールの発掘調査で発見された経済活動についての粘土板文書2点のみである。
息子のサルドゥリ4世も王位についているが、上記のとおり王位の継承順は明確ではない。

## 文献
- Арутюнян Н. В. Биайнили (Урарту), Издательство Академии наук Армянской ССР, Ереван, 1970
- Арутюнян Н. В. Некоторые вопросы последнего периода истории Урарту // Древний Восток, Издательство АН Армянской ССР, Ереван, № 2, 1976
- Дьяконов И. М. Последние годы Урартского государства по ассиро-вавилонским источникам // Вестник Древней Истории № 2, 1951

## 注
1. ↑  ロシア語版による記載。